# جيمس تاليافيرو
جيمس تاليافيرو (بالإنجليزية: James Taliaferro)‏ هو سياسي أمريكي، ولد في 30 سبتمبر 1847 في الولايات المتحدة، وتوفي في 6 أكتوبر 1934 في نفس البلد. حزبياً، نشط في الحزب الديمقراطي. وقد انتخب عضو مجلس الشيوخ الأمريكي.